# Лактатацидоз
Лактатацидоз (лактацидемія, молочнокисла кома, гіперлактатацидемія, молочнокислий ацидоз) — небезпечний стан накопичення лактату в організмі зі зниженням рівня рН крові. Зазвичай є результатом гострого чи хронічного захворювання, прийому ліків чи отруєння.

## Класифікація

###### Класифікація Коена–Вудса за причинами:[1]
- Тип А: Зниження насичення тканин киснем (наприклад, через зменшення кровотоку)
- Тип B:
  - B1: Основні захворювання (іноді викликають тип А)
  - B2: Медикаментозне лікування або інтоксикація
  - B3: Вроджене порушення метаболізму

## Етіологія
Як фактори, що сприяють розвитку лактатацидозу, можуть розглядатися: Інфекційні та запальні захворювання. Масивні кровотечі. Гострий інфаркт міокарда. Хронічний алкоголізм та інші інтоксикації. Тяжкі фізичні навантаження. Хронічні захворювання печінки. Слід наголосити, що при ураженнях печінки або нирок навіть мінімальна доза бігуанідів може спричинити лактатацидоз внаслідок кумуляції препарату в організмі.

## Патогенез
Нестача інсуліну інгібує піруватдегідрогеназу, яка каталізує розпад піровиноградної кислоти до кінцевих продуктів, що супроводжується посиленим перетворенням пірувату на лактат. Звичне співвідношення концентрації лактату і пірувату в сироватці крові 10:1 зміщується в бік лактату. Особливо небезпечне таке порушення метаболізму у пацієнтів, які приймають бігуаніди (розвивається блокада утилізації лактату печінкою та м’язами), що призводить до лактатного ацидозу і важкого метаболічного ацидозу. Можливо, саме з цим пов'язаний той факт, що майже половина випадків тяжкого лактатного ацидозу припадає на пацієнтів з цукровим діабетом.

## Клінічна картина
Зазвичай розвивається гостро (протягом кількох годин), провісники, як правило, відсутні або нехарактерні. Пацієнти можуть відзначати м'язовий біль, біль за грудиною, диспептичні явища, прискорене дихання, апатію, сонливість або безсоння. Однак переважаючими симптомами клінічної картини лактатацидозу є прояви серцево-судинної недостатності, які погіршуються важким ацидозом, на фоні якого виникають зміни скоротливої здатності. У динаміці стан пацієнтів поступово погіршується: у міру наростання ацидозу може з'явитися біль у животі, блювання. Виявляється різноманітна неврологічна симптоматика від арефлексії до спастичних парезів і гіперкінезів. Перед розвитком коми (втратою свідомості), незважаючи на відсутність запаху ацетону у видихуваному повітрі (немає кетонемії), спостерігається шумне дихання Куссмауля, зазвичай супроводжуване вираженим метаболічним ацидозом. Розвивається колапс з оліго-, а потім і анурією, гіпотермією. На цьому фоні розвивається ДВЗ-синдром (синдром внутрішньосудинного згортання крові), нерідкі внутрішньосудинні тромбози з геморагічними некрозами пальців рук і ніг. Швидкий розвиток лактатацидозу (кілька годин) не сприяє виявленню ознак, характерних для діабетичної коми (сухість шкіри, слизових оболонок і язика). У 10–30% пацієнтів з діабетичною та гіперосмолярною комою присутні елементи лактатацидозу.

## Діагностика
Діагноз молочнокислої коми базується на клінічній картині важкого метаболічного ацидозу без кетозу та вираженої гіперглікемії з гіперлактатацидемією та підвищенням співвідношення лактат/піруват. Концентрація молочної кислоти в сироватці крові досягає 2 ммоль/л і вище (норма 0,4—1,4), співвідношення лактат/піруват (10:1) зміщується в бік лактату при незначному збільшенні пірувату. Різко знижена концентрація бікарбонату (до 10 ммоль/л і нижче при нормі близько 20) без гіперкетонемії та кетонурії, спостерігається зниження pH крові нижче 7,3 (іноді до 6,8). Виявляються гіперазотемія та гіперліпідемія. При дослідженні сечі не виявляються глюкозурія та ацетонурія (визначаються тільки при розвитку лактатацидозу на тлі діабетичної коми).

## Диференціальний діагноз
Гіперлактатацидемічну кому необхідно диференціювати з іншими формами метаболічного ацидозу, викликаними гіперхлоремією, надмірним екзогенним введенням кислот в організм (отруєння оцтовою кислотою, інтоксикація саліцилатами), отруєння метанолом, етиленгліколем. Діагностичному пошуку сприяють дані анамнезу, опитування близьких, вирішальне значення має визначення підвищеного рівня молочної кислоти в крові — концентрація підвищується більше 2,0—7,0 ммоль/л. Рівень глікемії є провідним тестом у диференціальній діагностиці з діабетичною та гіперосмолярною комами.

## Лікування
Основні принципи лікувальної тактики не відрізняються від терапії діабетичного кетоацидозу, однак мають низку особливостей:
- інсулінотерапія не є основним методом лікування лактатоацидозної коми, її проводять малими дозами інсуліну внутрішньовенно крапельно на 5% глюкозі через невисокі рівні глікемії;
- провідне значення має усунення ацидозу (внутрішньовенним крапельним введенням бікарбонату натрію, кількість якого розраховується за формулою);
- введення бікарбонату натрію проводять під контролем рН крові, ЕКГ, вмісту калію та кальцію в сироватці крові, рівня центрального венозного тиску;
- усуненню ацидозу сприяє метиленовий синій, що зв'язує іони водню, який вводять внутрішньовенно крапельно;
- для боротьби з ацидозом використовують трисамін (тріоксиметиламінометан), який діє швидше, ніж бікарбонат (застосовується при різко зниженому рН крові, особливо у осіб з вираженою серцево-судинною недостатністю);
- явища шоку не усуваються, поки не купіруються явища ацидозу;
- пресорні агенти неефективні, катехоламіни протипоказані (посилюють накопичення лактату в тканинах);
- у тяжких випадках, при рівнях рН крові 7,0 і нижче, показане використання перитонеального діалізу або гемодіалізу з безлактатним діалізатом.

## Прогноз
Несприятливий, навіть за своєчасному та адекватному лікуванні летальність перевищує 70%.